# Gran Premio del Bahrein 2025
Il Gran Premio del Bahrein 2025 è stata la quarta prova della stagione 2025 del campionato mondiale di Formula 1. La gara si è disputata domenica 13 aprile al Bahrain International Circuit ed è stata vinta dall'australiano Oscar Piastri su McLaren-Mercedes, al quarto successo in carriera; Piastri ha preceduto all'arrivo il britannico George Russell su Mercedes e il suo compagno di squadra, il britannico Lando Norris.
Per Piastri è il primo hat trick (pole position, giro veloce e vittoria) in carriera in Formula 1. All'intero weekend di gara hanno assistito 105 000 spettatori, nuovo record per il Gran Premio del Bahrein al Bahrain International Circuit. Il precedente primato apparteneva alle edizioni del 2008 e del 2010, caratterizzate da una presenza di 100 000 spettatori nel fine settimana.

## Vigilia

### Aspetti tecnici
Per questo Gran Premio la Pirelli, fornitore unico degli pneumatici, offre la scelta tra gomme di mescola C1, C2 e C3, le mescole più dure della gamma del genere di coperture messe a disposizione dall'azienda italiana, la stessa opzione scelta fin dall'edizione del 2022 del Gran Premio. La tipologia degli pneumatici viene scelta per la seconda volta consecutiva in stagione come nel precedente Gran Premio del Giappone.
Sul circuito di Manama si è svolta, l’ultima settimana di febbraio, l’unica sessione dei test precampionato. Le mescole scelte per questa gara furono le più utilizzate; la mescola C3 ha avuto il ruolo più importante, con il 67,17% dei giri percorsi, seguita dalla C2 (20,88%) e dalla C1 (9,26%).
Le pressioni minime di partenza sono alzate sia rispetto alla gara del 2024 – +1 psi sull’asse anteriore e +2 su quello posteriore – sia rispetto ai test di febbraio, di 0,5 psi su ciascun asse, alla luce dei dati raccolti dalla Pirelli. Le pressioni minime prescritte per questo appuntamento sono di 23 psi sull’anteriore e 21 sul posteriore.
La Federazione conferma le tre zone del Drag Reduction System utilizzate dall'edizione del 2019 quando l'organo mondiale dell'automobilismo decise di aumentare a tre le zone dove utilizzare il dispositivo mobile. La prima zona è stabilita sul rettilineo dei box, con punto per la determinazione del distacco fra piloti posto prima della curva 14; la seconda zona, il nuovo tratto introdotto successivamente, è presente nel segmento compreso tra le curve 3 e 4, con detection point fissato prima della prima curva; la terza zona è stabilita tra le curve 10 e 11, con punto per determinare il distacco fra piloti posto prima della curva 9.
Rispetto all'edizione del 2024, il circuito è oggetto di alcune modifiche. Il letto di ghiaia all'uscita della curva 4 è stato esteso. I tombini vicino alla linea d'arrivo sono stati chiusi con cemento e spostati lontani dalla linea bianca nelle aree di deflusso. Le disconnessioni dell'asfalto sulla linea di partenza e alla curva 9 sono state riparate. Il cordolo alla curva 3 sul lato destro è stato rimosso. Una linea blu è stata aggiunta dietro quella bianca all'ingresso delle curve 4 e 6, e all'uscita delle curve 2, 4, 10, 11, 13, 14 e 15.
La direzione gara stabilisce che qualsiasi pilota che non percorre correttamente l'ingresso o l'uscita della curva 15 vede il tempo sul giro e immediatamente quello successivo invalidato dai commissari sportivi. Al termine della gara del precedente Gran Premio del Giappone, tra le prime dieci vetture classificate è stata sorteggiata la McLaren del britannico Lando Norris per le verifiche tecniche. Le ispezioni hanno riguardato il software di bordo, le configurazioni e i dati registrati. Tutti gli elementi ispezionati sono risultati essere conformi al regolamento tecnico.
Nella nottata del giovedì la McLaren rompe il coprifuoco per consentire ai meccanici le operazioni da completare sulle vetture. La scuderia britannica non riceve sanzioni in quanto è la prima di tre operazioni concesse per la durata del campionato secondo il regolamento sportivo.
Prima dell'inizio della terza sessione di prove libere del sabato, la Pirelli abbassa di 1 psi la pressione minima degli pneumatici posteriori. La linea bianca è stata allargata all'uscita della curva 4 e la linea blu è stata riposizionata dietro quella bianca.

### Aspetti sportivi
Il Gran Premio rappresenta il quarto appuntamento della stagione a distanza di una settimana dalla terza prova col Gran Premio del Giappone. Per la seconda volta in stagione, il calendario prevede una prova a distanza di una settimana dall'altra. Il mondiale disputa la terza prova consecutiva in Asia, e la prima in Medio Oriente. Il Gran Premio del Bahrein è la seconda di tre prove programmate in aprile, e si disputa in questo mese per la prima volta dal 2018. La gara torna a disputarsi la domenica dopo che nell'ultima edizione si è svolta al sabato per via del Ramadan, ed è programmata quale quarta prova dopo che nelle ultime quattro stagioni ha inaugurato il campionato. La corsa è la seconda del primo trittico di gare del campionato, posta a cavallo tra il precedente Gran Premio del Giappone e il successivo Gran Premio d'Arabia Saudita, e la prima in notturna dell'anno. È la terza prova consecutiva del mondiale su pista permanente. Il contratto per l'inserimento della gara nel calendario mondiale, sempre sul circuito di Manama, è stato rinnovato nel mese di febbraio 2022 fino al 2036. Sponsor del Gran Premio è dall'edizione inaugurale la compagnia aerea di bandiera del Paese, Gulf Air.
Il Gran Premio del Bahrein vede la disputa della ventunesima edizione. Tutte le edizioni sono valide per il campionato mondiale di Formula 1, con la prima corsa disputatasi nel 2004. L'evento ha sempre avuto luogo sul circuito di Manama, con l'eccezione dell'edizione 2011, annullata a causa delle problematiche dettate dalla primavera araba. La prova è stata la prima gara valida per il campionato del mondo ospitata in Medio Oriente. Nel 2020 si disputarono due gare consecutive: la prima sul circuito tradizionale, la seconda – denominata Gran Premio di Sakhir – su un tracciato più corto lungo 3 543 chilometri, con sole undici curve, mentre nel 2010 si corse su un layout lungo 6 229 chilometri. Dal 2014 il Gran Premio è corso in notturna.
Dopo la terza gara del campionato, il britannico Lando Norris della McLaren conduce la classifica piloti con 62 punti, uno davanti all'olandese Max Verstappen della Red Bull Racing, secondo, e 13 di margine sull'australiano compagno di scuderia Oscar Piastri. In classifica costruttori, la McLaren comanda la graduatoria con 111 punti, seguita dalla Mercedes con 75 e della Red Bull Racing con 61. Piastri disputa il cinquantesimo Gran Premio di Formula 1 dopo il debutto proprio in questo appuntamento nell'edizione 2023.
Sei giovani piloti prendono parte alla prima sessione di prove libere del venerdì secondo l'obbligo per ogni scuderia di schierare, durante alcune sessioni di prove libere nel corso della stagione, un giovane pilota che ha corso nella sua carriera un massimo di due gare in Formula 1. Per questo campionato la normativa viene aumentata da una volta per ciascuna vettura a due volte. Il giapponese Ryō Hirakawa (numero 50) prende il posto di Oliver Bearman alla Haas, lo svedese Dino Beganovic (38) quello del monegasco Charles Leclerc alla Ferrari, il danese Frederik Vesti (72) quello del britannico George Russell alla Mercedes, il brasiliano Felipe Drugovich (34) quello dello spagnolo Fernando Alonso all'Aston Martin, l'altro britannico Luke Browning (46) quello dell'altro spagnolo Carlos Sainz Jr. alla Williams, e l'altro giapponese Ayumu Iwasa (37) quello dell'olandese Max Verstappen alla Red Bull Racing. Per Beganovic è il debutto in una sessione ufficiale di un Gran Premio di Formula 1.
L'ex pilota di Formula 1 Vitantonio Liuzzi è nominato commissario aggiunto. L'italiano ha svolto in passato, in diverse occasioni, tale funzione, l'ultima nel Gran Premio di Las Vegas 2024. È la casa automobilistica britannica Aston Martin a fornire la safety car e la medical car.

## Prove

### Resoconto
Prima dell'inizio della prima sessione di prove libere del venerdì, sulla vettura di Max Verstappen, Yūki Tsunoda, Isack Hadjar e Liam Lawson è stata installata la seconda unità relativa al motore a combustione interna e all'unità di controllo elettronico. Tutti i piloti non sono penalizzati sulla griglia di partenza in quanto i nuovi componenti installati rientrano tra quelli utilizzabili nel numero massimo stabilito dal regolamento tecnico.
Al termine della sessione, Tsunoda viene convocato dai commissari sportivi per aver superato Alexander Albon della Williams in pit lane. Il giapponese della Red Bull Racing riceve una reprimenda, la prima del campionato. Albon e Luke Browning vengono convocati in quanto il thailandese ha ostacolato il britannico alla curva 13. La Williams viene sanzionata con 7 500 euro da parte della Federazione.

### Risultati
Nella prima sessione del venerdì si è avuta questa situazione:
| Pos | Nº | Pilota         | Costruttore      | Tempo    | Gap    | Giri |
| --- | -- | -------------- | ---------------- | -------- | ------ | ---- |
| 1   | 4  | Lando Norris   | McLaren-Mercedes | 1'33"204 |        | 23   |
| 2   | 10 | Pierre Gasly   | Alpine-Renault   | 1'33"442 | +0"238 | 23   |
| 3   | 44 | Lewis Hamilton | Ferrari          | 1'33"800 | +0"596 | 23   |

Nella seconda sessione del venerdì si è avuta questa situazione:
| Pos | Nº | Pilota         | Costruttore      | Tempo    | Gap    | Giri |
| --- | -- | -------------- | ---------------- | -------- | ------ | ---- |
| 1   | 81 | Oscar Piastri  | McLaren-Mercedes | 1'30"505 |        | 29   |
| 2   | 4  | Lando Norris   | McLaren-Mercedes | 1'30"659 | +0"154 | 28   |
| 3   | 63 | George Russell | Mercedes         | 1'31"032 | +0"527 | 25   |

Nella sessione del sabato si è avuta questa situazione:
| Pos | Nº | Pilota          | Costruttore      | Tempo    | Gap    | Giri |
| --- | -- | --------------- | ---------------- | -------- | ------ | ---- |
| 1   | 81 | Oscar Piastri   | McLaren-Mercedes | 1'31"646 |        | 13   |
| 2   | 4  | Lando Norris    | McLaren-Mercedes | 1'32"314 | +0"668 | 18   |
| 3   | 16 | Charles Leclerc | Ferrari          | 1'32"480 | +0"834 | 19   |

## Qualifiche

### Resoconto
Oscar Piastri conquista la seconda pole position in carriera e la seconda del campionato dopo quella nel Gran Premio di Cina. Per la McLaren è la centosessantasettesima partenza in prima posizione della storia, la terza del campionato e la prima nel Gran Premio del Bahrein. Per Russell, secondo prima della penalità, sarebbe stata la sedicesima prima fila in carriera e la seconda stagionale. Il britannico aveva eguagliato la miglior prestazione in qualifica al Bahrain International Circuit ottenuta nel Gran Premio di Sakhir 2020. Per Russell sarebbe stata la seconda partenza in prima fila in tre gare. Per Leclerc, secondo alla luce della penalità di Russell, è il miglior risultato dell'anno in qualifica della Ferrari.
Antonelli si qualifica sempre in una posizione più in alto rispetto ai tre Gran Premi precedenti stagionali. Dopo essere partito ultimo nelle ultime due edizioni della gara, Gasly si schiera in quarta posizione. È la miglior posizione di partenza per una vettura del team di Enstone dalla vittoria di Alonso con la Renault nell'edizione 2006. Per Norris, sesto, è la peggior posizione di partenza dell'anno, ma la migliore in questa gara. Verstappen parte settimo, alla peggior posizione in griglia in questo appuntamento dal 2018. Grazie all'ottava posizione, la Williams parte nei primi dieci in Bahrein per la prima volta dal 2017. Hamilton parte nono come nell'edizione precedente, alla peggior posizione di partenza dell'anno. Tsunoda raggiunge la Q3 per la prima volta in campionato. Entrambe le Red Bull Racing sono qualificate al Q3 per la prima volta in stagione. L'undicesima posizione di Doohan è la miglior partenza in carriera per l'australiano, mentre la dodicesima di Hadjar è la peggiore del campionato. La quattordicesima posizione di Alonso è il peggior risultato in qualifica in questa gara per lo spagnolo dal 2017. Prima di questa qualifica, Albon era uno dei sette piloti che aveva raggiunto la Q3 in ogni gara stagionale. Lawson è eliminato nella prima fase per la terza volta in quattro gare. Bortoleto è eliminato in Q1 per la terza gara di fila, mentre Stroll per la seconda. Dopo aver raggiunto la Q3 nel precedente Gran Premio del Giappone, Bearman è qualificato in ultima posizione.
Piastri ottiene la nona prima fila in carriera ed è il dodicesimo pilota differente in pole position nel Gran Premio del Bahrein in ventuno edizioni della gara. L'australiano è il pilota con più pole position in campionato. La McLaren ottiene la prima partenza al palo in questo appuntamento, nel trentunesimo Gran Premio differente, ed è il settimo costruttore diverso a riuscirci. La scuderia di Woking parte in prima fila in questa gara per la prima volta in tredici stagioni. Piastri e Leclerc condividono la prima fila per la terza volta. Essa è la quarta prima fila diversa in altrettanti Gran Premi dell'anno.
Sono stati cancellati otto tempi dai commissari sportivi ai piloti per non aver rispettato i limiti della pista, durante le qualifiche. Si sono visti cancellare il tempo due volte Max Verstappen e Yūki Tsunoda (curva 15), una volta Lance Stroll (curva 13), Isack Hadjar (curva 10), Andrea Kimi Antonelli (curva 11) e Lewis Hamilton (curva 13).
Quattro piloti non ricevono sanzioni da parte dei commissari sportivi, per non aver rispettato le istruzioni stabilite dalla direzione gara. Essi hanno superato il tempo limite di un minuto e cinquantaquattro secondi valevole tra la seconda linea della safety car e la prima di essa. Stroll nel corso del quinto e decimo giro in Q1, Oscar Piastri nel corso del quinto in Q1, Gabriel Bortoleto e Isack Hadjar nel corso del settimo in Q1.
Al termine delle qualifiche, Nico Hülkenberg viene convocato dai commissari sportivi per aver superato i limiti della pista alla curva 11, durante la Q1. Il tempo di 1'31"998 del tedesco della Sauber in Q1 viene cancellato dalla direzione gara, insieme a tutti quelli registrati in Q2. Hülkenberg viene classificato in sedicesima posizione per la sessione di qualifica. George Russell e Andrea Kimi Antonelli vengono convocati per essere entrati in fast lane, dentro la corsia dei box, prima che il segnale di ripartenza fosse confermato dalla direzione gara, dopo l'esposizione della bandiera rossa. Entrambi i piloti sono penalizzati di una posizione sulla griglia di partenza.

### Risultati
Nella sessione di qualifica si è avuta questa situazione:
| Pos                         | Nº | Pilota                | Costruttore                  | Q1       | Q2          | Q3       | Griglia |
| --------------------------- | -- | --------------------- | ---------------------------- | -------- | ----------- | -------- | ------- |
| 1                           | 81 | Oscar Piastri         | McLaren-Mercedes             | 1'31"392 | 1'30"454    | 1'29"841 | 1       |
| 2                           | 63 | George Russell        | Mercedes                     | 1'31"494 | 1'30"664    | 1'30"009 | 3       |
| 3                           | 16 | Charles Leclerc       | Ferrari                      | 1'31"454 | 1'30"724    | 1'30"175 | 2       |
| 4                           | 12 | Andrea Kimi Antonelli | Mercedes                     | 1'31"415 | 1'30"716    | 1'30"213 | 5       |
| 5                           | 10 | Pierre Gasly          | Alpine-Renault               | 1'31"462 | 1'30"643    | 1'30"216 | 4       |
| 6                           | 4  | Lando Norris          | McLaren-Mercedes             | 1'31"107 | 1'30"560    | 1'30"267 | 6       |
| 7                           | 1  | Max Verstappen        | Red Bull Racing-Honda RBPT   | 1'31"303 | 1'31"019    | 1'30"423 | 7       |
| 8                           | 55 | Carlos Sainz Jr.      | Williams-Mercedes            | 1'31"591 | 1'30"844    | 1'30"680 | 8       |
| 9                           | 44 | Lewis Hamilton        | Ferrari                      | 1'31"219 | 1'31"009    | 1'30"772 | 9       |
| 10                          | 22 | Yūki Tsunoda          | Red Bull Racing-Honda RBPT   | 1'31"751 | 1'31"228    | 1'31"303 | 10      |
| 11                          | 7  | Jack Doohan           | Alpine-Renault               | 1'31"414 | 1'31"245    | N.D.     | 11      |
| 12                          | 6  | Isack Hadjar          | Racing Bulls-Honda RBPT      | 1'31"591 | 1'31"271    | N.D.     | 12      |
| 13                          | 14 | Fernando Alonso       | Aston Martin Aramco-Mercedes | 1'31"634 | 1'31"886    | N.D.     | 13      |
| 14                          | 31 | Esteban Ocon          | Haas-Ferrari                 | 1'31"594 | senza tempo | N.D.     | 14      |
| 15                          | 23 | Alexander Albon       | Williams-Mercedes            | 1'32"040 | senza tempo | N.D.     | 15      |
| 16                          | 27 | Nico Hülkenberg       | Kick Sauber-Ferrari          | 1'32"067 | N.D.        | N.D.     | 16      |
| 17                          | 30 | Liam Lawson           | Racing Bulls-Honda RBPT      | 1'32"165 | N.D.        | N.D.     | 17      |
| 18                          | 5  | Gabriel Bortoleto     | Kick Sauber-Ferrari          | 1'32"186 | N.D.        | N.D.     | 18      |
| 19                          | 18 | Lance Stroll          | Aston Martin Aramco-Mercedes | 1'32"283 | N.D.        | N.D.     | 19      |
| 20                          | 87 | Oliver Bearman        | Haas-Ferrari                 | 1'32"373 | N.D.        | N.D.     | 20      |
| Tempo limite 107%: 1'37"484 |    |                       |                              |          |             |          |         |

In grassetto sono indicate le migliori prestazioni in Q1, Q2 e Q3.

## Gara

### Resoconto
Le due Ferrari di Charles Leclerc e Lewis Hamilton, insieme a Fernando Alonso, Liam Lawson e Gabriel Bortoleto, decidono di partire con le gomme medie, mentre tutti gli altri piloti montano le morbide.
Al via Oscar Piastri mantiene la prima posizione. George Russell supera Charles Leclerc ed è secondo. Andrea Kimi Antonelli sorpassa Pierre Gasly, ma entrambi vengono sopravanzati da Lando Norris, che ha un buono spunto alla partenza, riuscendo a sorpassare anche Leclerc alla curva 2, e prendendosi il terzo posto. Carlos Sainz Jr. supera Max Verstappen e sale in settima posizione. Nelle retrovie, l'ottima partenza di Oliver Bearman gli permette di recuperare subito cinque posizioni e di inserirsi in quindicesima posizione.
Nel corso del primo giro Gasly prova a riprendersi la posizione su Antonelli alla curva 7, e l'italiano per cercare di resistere finisce largo e taglia la curva, e rientra in pista cedendo la posizione anche a Sainz. L'italiano si riprende la posizione sullo spagnolo nel quinto giro, passandolo nella curva 1. Subito dopo aver subito il sorpasso da Antonelli, Sainz viene superato anche da Verstappen all'esterno della curva 4. Durante il settimo giro viene comunicata la penalità di cinque secondi inflitta a Norris per non essersi posizionato correttamente nella piazzola di partenza.
Dopo i primi giri, Piastri ha già distanziato Russell di circa tre secondi, mentre il pilota della Mercedes ha un vantaggio di circa un secondo su Norris; Leclerc, quarto, si trova a circa un secondo e mezzo dal britannico della McLaren. Durante il nono giro Hamilton sorpassa Sainz alla curva 4, ma lo spagnolo resiste e si rimette davanti nella curva successiva; il britannico riesce poi a prendere l'ottava posizione superando il pilota della Williams alla curva 11, e nell'effettuare questa manovra favorisce anche il sorpasso di Yūki Tsunoda sullo spagnolo, che scivola così in decima posizione. All'inizio della tornata successiva Antonelli prova a superare Gasly alla curva 1, ma il francese incrocia e si riprende la posizione; l'italiano riesce poi a effettuare il sorpasso sul pilota dell'Alpine alla curva 5, salendo al quinto posto.
Il primo dei piloti in zona punti che effettua il pit stop è Norris al decimo giro, il quale sconta la penalità e poi sostituisce gli pneumatici; il britannico è subito imitato da Gasly e Verstappen. Nella tornata successiva effettua la sua sosta anche Tsunoda. Antonelli si ferma al dodicesimo giro, mentre il suo compagno di squadra Russell al tredicesimo. Il leader della gara Piastri si ferma al quattordicesimo giro. Tutti questi piloti montano le gomme medie, ad eccezione di Verstappen, che opta per le dure. I due piloti della Ferrari, partiti con le gomme medie, rimangono in pista per allungare il loro stint. Gli ultimi due ad effettuare la prima sosta sono quindi Leclerc ed Hamilton, che si fermano al diciassettesimo giro, e montano un nuovo set di gomme medie. 
Durante il ventesimo giro Antonelli, che dopo il pit stop era rientrato in pista in ottava posizione dietro a Gasly, Ocon e Verstappen, sorpassa l'olandese della Red Bull Racing tra la curva 4 e la curva 5 e sale al settimo posto. Dopo la sua sosta, Hamilton si trova in undicesima posizione, ma il britannico rimonta velocemente superando Tsunoda e Jack Doohan, e nel corso del ventiduesimo giro sorpassa anche Verstappen alla curva 11, ritornando in ottava posizione. Nel frattempo, Leclerc riduce il suo distacco da Norris ed entra in zona DRS con il britannico; il monegasco effettua il suo primo tentativo di sorpasso all'inizio del ventiquattresimo giro, alla curva 1, ma il pilota della McLaren incrocia ed è di nuovo davanti; tuttavia, nella tornata successiva, il ferrarista riesce a completare la manovra alla curva 4. Tra il venticinquesimo e il ventiseiesimo giro, Hamilton recupera altre due posizioni, superando prima Antonelli e poi Ocon, completando la manovra alla curva 1 in entrambi i casi.
Il primo pilota che effettua una seconda sosta è Verstappen al ventiseiesimo giro, il quale passa alle gomme medie. Nella tornata successiva si fermano anche Antonelli e Ocon, che montano rispettivamente gomme morbide e dure. Al ventottesimo giro, anche le due Alpine di Gasly e Doohan effettuano il loro secondo pit stop. Nel corso del trentesimo giro, Sainz entra in contatto con Tsunoda nel tentativo di superarlo nel rettilineo tra la curva 3 e la curva 4, e questo comporta lo spargimento di alcuni detriti lungo la pista; per consentire di ripulire il tracciato, due tornate dopo, il direttore di gara decide di far entrare la safety car. Tutti i piloti che non hanno ancora fatto il loro secondo pit stop approfittano del regime di vettura di sicurezza per cambiare gli pneumatici, mentre Antonelli effettua la terza sosta. Piastri e Norris montano le gomme medie, Russell passa alle morbide, mentre Leclerc e Hamilton optano per le dure; nelle retrovie, le due Aston Martin e Sainz scelgono le gomme dure, Alexander Albon e Bortoleto passano alle medie, e Tsunoda, Bearman ed Antonelli montano le morbide.
La gara riparte al trentaseiesimo giro, con Piastri e Russell che mantengono le loro posizioni, mentre Norris prova subito a superare Leclerc, ma la sua manovra non va a buon fine e permette ad Hamilton di prendere la posizione sul connazionale della McLaren alla curva 2; Norris guadagna nuovamente la posizione a discapito di Hamilton alla curva 4, ma nel farlo esce con tutte e quattro le ruote oltre la linea bianca che delimita la pista, e perciò la sua squadra gli richiede di cedere nuovamente la posizione al connazionale della Ferrari, al fine di evitare ulteriori penalità. Norris si riprende il quarto posto sorpassando per la seconda volta Hamilton alla curva 4 e si mette all'inseguimento di Leclerc. Il monegasco prova per alcuni giri a resistere agli attacchi del pilota della McLaren, ma alla fine è costretto a cedere la terza posizione al britannico nel corso del cinquantaduesimo giro. Nel corso dell'ultimo giro Norris prova a superare Russell alla curva 1, ma il pilota della Mercedes si difende e mantiene la posizione; sempre nell'ultima tornata Verstappen sorpassa Gasly e chiude al sesto posto.
Oscar Piastri vince il quarto Gran Premio in carriera. Per il pilota australiano della McLaren è il secondo successo stagionale dopo quello nel Gran Premio di Cina. Per la scuderia di Woking è la centonovantaduesima vittoria della propria storia, la terza del campionato, e la prima nel Gran Premio del Bahrein. Russell è secondo e ottiene il diciottesimo podio in carriera, il terzo del campionato. Per il britannico è il miglior risultato di sempre in Bahrein e per la Mercedes il miglior risultato fin qui in campionato. Russell ottiene punti per la quattordicesima gara consecutiva, per la striscia migliore della sua carriera. Norris chiude in terza posizione, al quarto podio dell'anno e il quinto consecutivo. Per la decima volta il britannico è terzo su un totale di trenta podi in carriera.
Leclerc è quarto per la seconda gara di fila, mentre il compagno Hamilton, quinto, ottiene il miglior risultato alla guida della Ferrari. Sesto, per Verstappen è il peggior risultato dell'anno. L'Alpine, grazie alla settima posizione di Gasly, ottiene i primi punti in stagione, ora al nono posto generale sopra la Sauber in classifica costruttori. Tsunoda, nono, ottiene il miglior risultato del campionato, nonché i primi punti per la seconda vettura della Red Bull Racing nel 2025. Bearman, decimo, termina a punti per la terza gara di fila. Antonelli, undicesimo, e Albon, dodicesimo, terminano per la prima volta fuori dalla zona dei punti in campionato. Sainz è ritirato ed è l'unico pilota a non aver terminato nessuno degli ultimi due Gran Premi.
Piastri, al tredicesimo podio in carriera, è il pilota più vincente in stagione, ed è il primo non campione del mondo a trionfare nel cinquantesimo Gran Premio in carriera, sullo stesso tracciato in cui ha debuttato nella categoria nell'edizione 2023. L'australiano è il decimo pilota diverso a trionfare nel Gran Premio del Bahrein in ventuno edizioni, il primo di questa nazionalità, e ottiene punti per la trentesima gara consecutiva. Egli segna il primo hat trick (pole position, giro veloce e vittoria) in carriera in Formula 1, per il quarantanovesimo pilota della storia del mondiale a riuscirci. Piastri, che trionfa nel quarto Gran Premio differente e ora secondo in classifica piloti, eguaglia le vittorie del fondatore della squadra, Bruce McLaren. Il team britannico trionfa in questo appuntamento per la prima volta, nel trentaquattresimo Gran Premio e quarantanovesimo circuito diverso, per il sesto costruttore differente a vincere al Bahrain International Circuit. Per la prima volta nella storia la McLaren trionfa davanti alla Mercedes. Prima di questa gara, la McLaren aveva condotto la gara in Bahrein solo per otto giri, e nessuno dall'edizione 2007. I propulsori Mercedes monopolizzano il podio per la diciannovesima volta nella loro storia. La casa di Stoccarda diventa la più vincente in questo appuntamento, con otto successi.
Il premio del pilota del giorno è assegnato a Hamilton per la diciottesima volta dall'introduzione del riconoscimento nella stagione 2016, ed eguaglia Norris al terzo posto di sempre tra i più premiati. È stato il quinto più lento Gran Premio del Bahrein con la configurazione del tracciato in uso dall'edizione 2005, corso alla media di 193,339 km/h. La corsa, condotta da due soli piloti, viene vinta per l'undicesima volta dalla prima posizione (50%), e figura la safety car per la prima volta in stagione dopo il Gran Premio d'Australia. Tutti i piloti arrivati al traguardo concludono la corsa a pieni giri. Piastri, Russell e Norris condividono il podio per la seconda volta dopo il Gran Premio di Cina. Il pilota partito in pole position vince la gara per la quarta volta in stagione in altrettante gare disputate. Il vincitore trionfa con il più ampio margine della stagione sul secondo (15"499). Norris conduce la classifica piloti con tre punti di vantaggio sul compagno di scuderia Piastri.
Sono stati cancellati 36 tempi dai commissari sportivi ai piloti per non aver rispettato i limiti della pista, durante la gara. Si sono visti cancellare il tempo sei volte Andrea Kimi Antonelli (curve 7, 4, 13 e 11), quattro volte Jack Doohan (curva 13), tre volte Isack Hadjar e Yūki Tsunoda (curva 13), Lando Norris e Max Verstappen (curve 13 e 4), due volte Fernando Alonso (curve 4 e 1), Lewis Hamilton (curve 3 e 4), Liam Lawson e Oliver Bearman (curva 13), una volta Esteban Ocon (curva 4), Oscar Piastri (curva 17), Carlos Sainz Jr. (curva 10), Nico Hülkenberg, Charles Leclerc e Lance Stroll (curva 13).

### Risultati
I risultati del Gran Premio sono i seguenti:
| Pos | Nº | Pilota                | Costruttore                  | Giri | Tempo/Ritiro       | Griglia | Punti |
| --- | -- | --------------------- | ---------------------------- | ---- | ------------------ | ------- | ----- |
| 1   | 81 | Oscar Piastri         | McLaren-Mercedes             | 57   | 1h35'39"435        | 1       | 25    |
| 2   | 63 | George Russell        | Mercedes                     | 57   | +15"499            | 3       | 18    |
| 3   | 4  | Lando Norris          | McLaren-Mercedes             | 57   | +16"273            | 6       | 15    |
| 4   | 16 | Charles Leclerc       | Ferrari                      | 57   | +19"679            | 2       | 12    |
| 5   | 44 | Lewis Hamilton        | Ferrari                      | 57   | +27"993            | 9       | 10    |
| 6   | 1  | Max Verstappen        | Red Bull Racing-Honda RBPT   | 57   | +34"395            | 7       | 8     |
| 7   | 10 | Pierre Gasly          | Alpine-Renault               | 57   | +36"002            | 4       | 6     |
| 8   | 31 | Esteban Ocon          | Haas-Ferrari                 | 57   | +44"244            | 14      | 4     |
| 9   | 22 | Yūki Tsunoda          | Red Bull Racing-Honda RBPT   | 57   | +45"061            | 10      | 2     |
| 10  | 87 | Oliver Bearman        | Haas-Ferrari                 | 57   | +47"594            | 20      | 1     |
| 11  | 12 | Andrea Kimi Antonelli | Mercedes                     | 57   | +48"016            | 5       |       |
| 12  | 23 | Alexander Albon       | Williams-Mercedes            | 57   | +48"839            | 15      |       |
| 13  | 6  | Isack Hadjar          | Racing Bulls-Honda RBPT      | 57   | +56"314            | 12      |       |
| 14  | 7  | Jack Doohan           | Alpine-Renault               | 57   | +57"806            | 11      |       |
| 15  | 14 | Fernando Alonso       | Aston Martin Aramco-Mercedes | 57   | +1'00"340          | 13      |       |
| 16  | 30 | Liam Lawson           | Racing Bulls-Honda RBPT      | 57   | +1'04"435          | 17      |       |
| 17  | 18 | Lance Stroll          | Aston Martin Aramco-Mercedes | 57   | +1'05"489          | 19      |       |
| 18  | 5  | Gabriel Bortoleto     | Kick Sauber-Ferrari          | 57   | +1'06"872          | 18      |       |
| Rit | 55 | Carlos Sainz Jr.      | Williams-Mercedes            | 45   | Danni da incidente | 8       |       |
| SQ  | 27 | Nico Hülkenberg       | Kick Sauber-Ferrari          | 57   | Fondo irregolare   | 16      |       |

## Classifiche mondiali

### Piloti
| Pos | Pilota                | Punti |
| --- | --------------------- | ----- |
| 1   | Lando Norris          | 77    |
| 2   | Oscar Piastri         | 74    |
| 3   | Max Verstappen        | 69    |
| 4   | George Russell        | 63    |
| 5   | Charles Leclerc       | 32    |
| 6   | Andrea Kimi Antonelli | 30    |
| 7   | Lewis Hamilton        | 25    |
| 8   | Alexander Albon       | 18    |
| 9   | Esteban Ocon          | 14    |
| 10  | Lance Stroll          | 10    |
| 11  | Pierre Gasly          | 6     |
| 12  | Nico Hülkenberg       | 6     |
| 13  | Oliver Bearman        | 6     |
| 14  | Yūki Tsunoda          | 5     |
| 15  | Isack Hadjar          | 4     |
| 16  | Carlos Sainz Jr.      | 1     |

### Costruttori
| Pos | Costruttore                  | Punti |
| --- | ---------------------------- | ----- |
| 1   | McLaren-Mercedes             | 151   |
| 2   | Mercedes                     | 93    |
| 3   | Red Bull Racing-Honda RBPT   | 71    |
| 4   | Ferrari                      | 57    |
| 5   | Haas-Ferrari                 | 20    |
| 6   | Williams-Mercedes            | 19    |
| 7   | Aston Martin Aramco-Mercedes | 10    |
| 8   | Racing Bulls-Honda RBPT      | 7     |
| 9   | Alpine-Renault               | 6     |
| 10  | Kick Sauber-Ferrari          | 6     |

## Decisioni della FIA
Al termine della gara, il britannico George Russell della Mercedes viene convocato dai commissari sportivi per l'attivazione, in modo accidentale, del DRS. Nessuna penalità viene applicata.
La vettura del tedesco Nico Hülkenberg della Sauber presenta un'usura eccessiva al fondo. Le misure registrate equivalgono ad uno spessore inferiore ai 9 mm richiesti secondo il regolamento tecnico. Il tedesco viene convocato dai commissari sportivi. Hülkenberg, classificato inizialmente in tredicesima posizione, viene squalificato dalla classifica del Gran Premio.
Il britannico Lando Norris della McLaren è stato penalizzato di cinque secondi per non essersi posizionato correttamente nella piazzola di partenza. La penalità è stata scontata ai box durante un pit stop. Il neozelandese Liam Lawson della Racing Bulls è stato penalizzato di cinque secondi sul tempo di gara e di un punto sulla superlicenza per aver causato una collisione con il canadese Lance Stroll dell'Aston Martin, alla curva 2. Egli viene penalizzato di altri dieci secondi sul tempo di gara e di altri due punti sulla superlicenza per aver causato una collisione con Hülkenberg della Sauber, alla curva 1. Inizialmente il neozelandese scala in diciassettesima posizione nella classifica provvisoria, ma è classificato sedicesimo in seguito alla squalifica di Hülkenberg. L'australiano Jack Doohan dell'Alpine è stato penalizzato di cinque secondi sul tempo di gara per non aver rispettato in più occasioni i limiti del tracciato. Egli inizialmente scala in quindicesima posizione nella classifica provvisoria, ma è classificato quattordicesimo in seguito alla squalifica di Hülkenberg.
Lo spagnolo Carlos Sainz Jr. della Williams è stato penalizzato di dieci secondi sul tempo di gara e di due punti sulla superlicenza per aver forzato l'italiano Andrea Kimi Antonelli della Mercedes fuori dal tracciato, alla curva 10. La penalità è stata scontata ai box durante un pit stop. Inizialmente, la Federazione aveva convertito la penalità in tre posizioni sulla griglia di partenza del successivo Gran Premio d'Arabia Saudita, poiché il pilota si era ritirato dalla gara; tuttavia, dopo aver verificato che la sanzione iniziale fosse stata scontata correttamente prima del ritiro, la nuova penalità è stata revocata.